# آلوین اوبینا اوکورو
آلوین اوبینا اوکورو (انگلیسی: Alvin Obinna Okoro؛ زادهٔ ۲۶ مارس ۲۰۰۵) بازیکن فوتبال اهل نیجریه است که در حال حاضر به صورت قرضی از باشگاه فوتبال ونتزیا، برای باشگاه فوتبال ویس پزارو دال ۱۸۹۸ بازی می‌کند. 